# Dojč
Dojč é um município da Eslováquia, situado no distrito de Senica, na região de Trnava. Tem 20,367 km² de área e sua população em 2019 foi estimada em 1270 habitantes.

## Demografia
| Ano:        | 1994 | 2004   | 2014   | 2024    |
| ----------- | ---- | ------ | ------ | ------- |
| Broj ljudi: | 1157 | 1241   | 1249   | 1380    |
| Razlika:    |      | +7,26% | +0,64% | +10,48% |

| Ano:               | 2023 | 2024   |
| ------------------ | ---- | ------ |
| Número de pessoas: | 1363 | 1380   |
| Diferença:         |      | +1,24% |